# Mladen Krstajić
Mladen Krstajić (Servisch: Младен Крстајић) (Zenica, 4 maart 1974) is een voormalig Bosnisch-Servische voetballer en huidig voetbaltrainer die speelde als verdediger. Hij werd geboren in de Bosnische stad Zenica, dat toentertijd nog onderdeel was van Joegoslavië. Hij kwam uit voor het Servisch voetbalelftal, vanwege de Servisch-Montenegrijnse afkomst van zijn vader. Zijn laatste club als speler was de Servische topclub Partizan. In december 2021 werd Krstajić aangesteld als hoofdtrainer van Maccabi Tel Aviv.

## Clubcarrière

### Begin van carrière
Mladen Krstajić begon in 1984 op tienjarige leeftijd zijn voetbalcarrière bij Čelik Zenica. Hij zou tot en met 1992 bij "Rood en Zwart", de bijnaam van de club, blijven spelen. Na zijn periode bij Čelik Zenica speelde Krstajić een seizoen bij laagvlieger Senta. Hij verliet Bosnië en Herzegovina vanwege de ontsluipende etnische oorlog. Daarna vertrok hij naar Kikinda, een van de oudste Servische voetbalclubs. Bij Kikinda maakte Krstajić zijn professionele debuut in het seizoen 1992/93. Bij Kikinda zou hij blijven spelen tot en met de zomer van 1995. Mladen Krstajić speelde in totaal 48 wedstrijden voor Kikinda, waarin hij tweemaal doel trof. In januari 1996 vertrok Krstajić naar Partizan.

### Partizan
Voor het seizoen 1995/96 was Mladen Krstajić een van de nieuwe aanwinsten voor de Servische topclub Partizan Belgrado. In zijn eerste seizoen bij het team uit de Servische hoofdstad speelde de verdediger slecht zes wedstrijden, maar wist daarin wel een keer te scoren. De seizoenen daarna zou hij echter steeds vaker het veld betreden voor Partizan. Vanwege zijn goede spel bij de club verdiende hij een uitnodiging voor het nationale elftal van Servië, evenals een transfer naar een Duitse topclub in 2000. In totaal speelde Krstajić 205 wedstrijden voor Partizan Belgrado en scoorde daarin dertien keer.

### Werder Bremen
In de zomer van 2000 nam Werder Bremen Krstajić over van Partizan Belgrado. Hij moest daar een verdediging vormen met onder anderen de Nederlander Frank Verlaat. Bij Werder werd Krstajić een van de vaste krachten van het team gedurende zijn periode bij de club. In de seizoenen die hij daar speelde, verscheen hij nooit minder dan 25 keer op het veld. In totaal speelde Mladen Krstajić 112 wedstrijden voor de Noord-Duitse club, waarin hij elf keer het net wist te vinden.

### Schalke 04
Voor aanvang van het seizoen 2004/05 werd Krstajić van Werder Bremen overgenomen door Schalke 04. Bij de club uit Gelsenkirchen zou hij gaan samenspelen met de Nederlanders Marco van Hoogdalem en Niels Oude Kamphuis en de Belg Sven Vermant. Hij groeide, net zoals bij Werder Bremen, uit tot een van de vaste krachten in de basis van Schalke 04, waar hij de centrale verdediging vormde met de Braziliaan Marcelo Bordon.

### Partizan (tweede keer)
In 2009 keerde Krstajić terug bij Partizan, waar hij in mei 2011 zijn voetbalcarrière beëindigde.

## Interlandcarrière
In 1999 werd Krstajić voor het eerst opgeroepen voor het nationale elftal, dat onder leiding stond van bondscoach Vujadin Boškov, destijds bekend als Federale Republiek Joegoslavië. Ondanks zijn debuut in 1999 maakte hij geen deel uit van de selectie die afreisde naar Nederland en België om daar tijdens EURO 2000 te spelen. In 2006 (nu als speler van Servië en Montenegro) mocht Krstajić wel mee naar het WK 2006 in Duitsland. Hij maakte deel uit van de geroemde viermansverdediging van het land, bestaande uit Krstajić zelf, Ivica Dragutinović, Goran Gavrančić en Nemanja Vidić. Zij kregen in de hele kwalificatiereeks slechts een doelpunt tegen. Het WK verliep echter minder goed dan men verwacht had. Met onder andere een 6–0-nederlaag tegen Argentinië eindigde Servië en Montenegro als laatste in de poule. Krstajić kondigde toen zijn afscheid van het nationale team aan. Overigens kwam hij sinds de afscheiding van Montenegro, dat plaatsvond in 2006, niet meer uit voor Servië en Montenegro, maar alleen voor Servië.
| Interlands Mladen Krstajić voor Joegoslavië, Servië en Montenegro en Servië | Interlands Mladen Krstajić voor Joegoslavië, Servië en Montenegro en Servië | Interlands Mladen Krstajić voor Joegoslavië, Servië en Montenegro en Servië | Interlands Mladen Krstajić voor Joegoslavië, Servië en Montenegro en Servië | Interlands Mladen Krstajić voor Joegoslavië, Servië en Montenegro en Servië | Interlands Mladen Krstajić voor Joegoslavië, Servië en Montenegro en Servië |
| №                                                                           | Datum                                                                       | Wedstrijd                                                                   | Uitslag                                                                     | Competitie                                                                  | Goals                                                                       |
| --------------------------------------------------------------------------- | --------------------------------------------------------------------------- | --------------------------------------------------------------------------- | --------------------------------------------------------------------------- | --------------------------------------------------------------------------- | --------------------------------------------------------------------------- |
| 1                                                                           | 05.09.1999                                                                  | Joegoslavië – Macedonië                                                     | 3 – 1                                                                       | EK-kwalificatie                                                             |                                                                             |
| 2                                                                           | 08.09.1999                                                                  | Macedonië – Joegoslavië                                                     | 2 – 4                                                                       | EK-kwalificatie                                                             |                                                                             |
| 3                                                                           | 23.02.2000                                                                  | Macedonië – Joegoslavië                                                     | 1 – 2                                                                       | Vriendschappelijk                                                           |                                                                             |
| 4                                                                           | 28.03.2000                                                                  | Joegoslavië – China                                                         | 1 – 0                                                                       | Vriendschappelijk                                                           |                                                                             |
| 5                                                                           | 25.05.2000                                                                  | China – Joegoslavië                                                         | 0 – 2                                                                       | Vriendschappelijk                                                           |                                                                             |
| 6                                                                           | 28.05.2000                                                                  | Zuid-Korea – Joegoslavië                                                    | 0 – 0                                                                       | Vriendschappelijk                                                           |                                                                             |
| 7                                                                           | 30.05.2000                                                                  | Zuid-Korea – Joegoslavië                                                    | 0 – 0                                                                       | Vriendschappelijk                                                           |                                                                             |
| 8                                                                           | 28.03.2001                                                                  | Slovenië – Joegoslavië                                                      | 1 – 1                                                                       | WK-kwalificatie                                                             |                                                                             |
| 9                                                                           | 25.04.2001                                                                  | Joegoslavië – Rusland                                                       | 0 – 1                                                                       | WK-kwalificatie                                                             |                                                                             |
| 10                                                                          | 01.09.2001                                                                  | Zwitserland – Joegoslavië                                                   | 1 – 2                                                                       | WK-kwalificatie                                                             | Goal                                                                        |
| 11                                                                          | 05.09.2001                                                                  | Joegoslavië – Slovenië                                                      | 1 – 1                                                                       | WK-kwalificatie                                                             |                                                                             |
| 12                                                                          | 06.10.2001                                                                  | Joegoslavië – Luxemburg                                                     | 6 – 2                                                                       | WK-kwalificatie                                                             |                                                                             |
| 13                                                                          | 13.02.2002                                                                  | Mexico – Joegoslavië                                                        | 1 – 2                                                                       | Vriendschappelijk                                                           |                                                                             |
| 14                                                                          | 27.03.2002                                                                  | Brazilië – Joegoslavië                                                      | 1 – 0                                                                       | Vriendschappelijk                                                           |                                                                             |
| 15                                                                          | 17.04.2002                                                                  | Joegoslavië – Litouwen                                                      | 4 – 1                                                                       | Vriendschappelijk                                                           |                                                                             |
| 16                                                                          | 08.05.2002                                                                  | Ecuador – Joegoslavië                                                       | 1 – 0                                                                       | Vriendschappelijk                                                           |                                                                             |
| 17                                                                          | 17.05.2002                                                                  | Oekraïne – Joegoslavië                                                      | 2 – 0                                                                       | Vriendschappelijk                                                           |                                                                             |
| 18                                                                          | 19.05.2002                                                                  | Rusland – Joegoslavië                                                       | 1 – 1                                                                       | Vriendschappelijk                                                           |                                                                             |
| 19                                                                          | 21.08.2002                                                                  | Bosnië en Her. – Joegoslavië                                                | 0 – 2                                                                       | Vriendschappelijk                                                           | Goal                                                                        |
| 20                                                                          | 06.09.2002                                                                  | Tsjechië – Joegoslavië                                                      | 5 – 0                                                                       | Vriendschappelijk                                                           |                                                                             |
| 21                                                                          | 12.10.2002                                                                  | Italië – Joegoslavië                                                        | 1 – 1                                                                       | EK-kwalificatie                                                             |                                                                             |
| 22                                                                          | 16.10.2002                                                                  | Joegoslavië – Finland                                                       | 2 – 0                                                                       | EK-kwalificatie                                                             |                                                                             |
| 23                                                                          | 20.11.2002                                                                  | Frankrijk – Joegoslavië                                                     | 3 – 0                                                                       | Vriendschappelijk                                                           |                                                                             |
| 24                                                                          | 30.04.2003                                                                  | Duitsland – Servië en M.                                                    | 1 – 0                                                                       | Vriendschappelijk                                                           |                                                                             |
| 25                                                                          | 03.06.2003                                                                  | Engeland – Servië en M.                                                     | 2 – 1                                                                       | Vriendschappelijk                                                           |                                                                             |
| 26                                                                          | 07.06.2003                                                                  | Finland – Servië en M.                                                      | 3 – 0                                                                       | EK-kwalificatie                                                             |                                                                             |
| 27                                                                          | 11.06.2003                                                                  | Azerbeidzjan – Servië en M.                                                 | 2 – 1                                                                       | EK-kwalificatie                                                             |                                                                             |
| 28                                                                          | 20.08.2003                                                                  | Servië en M. – Wales                                                        | 1 – 0                                                                       | EK-kwalificatie                                                             |                                                                             |
| 29                                                                          | 10.09.2003                                                                  | Servië en M. – Italië                                                       | 1 – 1                                                                       | EK-kwalificatie                                                             |                                                                             |
| 30                                                                          | 16.11.2003                                                                  | Polen – Servië en M.                                                        | 4 – 3                                                                       | Vriendschappelijk                                                           |                                                                             |
| 31                                                                          | 28.04.2004                                                                  | Noord-Ierland – Servië en M.                                                | 1 – 1                                                                       | Vriendschappelijk                                                           |                                                                             |
| 32                                                                          | 18.08.2004                                                                  | Slovenië – Servië en M.                                                     | 1 – 1                                                                       | Vriendschappelijk                                                           |                                                                             |
| 33                                                                          | 04.09.2004                                                                  | San Marino – Servië en M.                                                   | 0 – 3                                                                       | WK-kwalificatie                                                             |                                                                             |
| 34                                                                          | 09.10.2004                                                                  | Bosnië en Her. – Servië en M.                                               | 0 – 0                                                                       | WK-kwalificatie                                                             |                                                                             |
| 35                                                                          | 13.10.2004                                                                  | Servië en M. – San Marino                                                   | 5 – 0                                                                       | WK-kwalificatie                                                             |                                                                             |
| 36                                                                          | 09.02.2005                                                                  | Bulgarije – Servië en M.                                                    | 0 – 0                                                                       | Vriendschappelijk                                                           |                                                                             |
| 37                                                                          | 30.03.2005                                                                  | Servië en M. – Spanje                                                       | 0 – 0                                                                       | WK-kwalificatie                                                             |                                                                             |
| 38                                                                          | 04.06.2005                                                                  | Servië en M. – België                                                       | 0 – 0                                                                       | WK-kwalificatie                                                             |                                                                             |
| 39                                                                          | 17.08.2005                                                                  | Oekraïne – Servië en M.                                                     | 2 – 1                                                                       | Vriendschappelijk                                                           |                                                                             |
| 40                                                                          | 03.09.2005                                                                  | Servië en M. – Litouwen                                                     | 2 – 0                                                                       | WK-kwalificatie                                                             |                                                                             |
| 41                                                                          | 07.09.2005                                                                  | Spanje – Servië en M.                                                       | 1 – 1                                                                       | WK-kwalificatie                                                             |                                                                             |
| 42                                                                          | 08.10.2005                                                                  | Litouwen – Servië en M.                                                     | 0 – 2                                                                       | WK-kwalificatie                                                             |                                                                             |
| 43                                                                          | 12.10.2005                                                                  | Servië en M. – Bosnië en Herz.                                              | 1 – 0                                                                       | WK-kwalificatie                                                             |                                                                             |
| 44                                                                          | 01.03.2006                                                                  | Tunesië – Servië en M.                                                      | 0 – 1                                                                       | Vriendschappelijk                                                           |                                                                             |
| 45                                                                          | 27.05.2006                                                                  | Servië en M. – Uruguay                                                      | 1 – 1                                                                       | Vriendschappelijk                                                           |                                                                             |
| 46                                                                          | 11.06.2006                                                                  | Servië en M. – Nederland                                                    | 0 – 1                                                                       | WK-eindronde                                                                |                                                                             |
| 47                                                                          | 16.06.2006                                                                  | Argentinië – Servië en M.                                                   | 6 – 0                                                                       | WK-eindronde                                                                |                                                                             |
| 48                                                                          | 21.06.2006                                                                  | Ivoorkust – Servië en M.                                                    | 3 – 2                                                                       | WK-eindronde                                                                |                                                                             |
| 49                                                                          | 02.09.2006                                                                  | Servië – Azerbeidzjan                                                       | 1 – 0                                                                       | EK-kwalificatie                                                             |                                                                             |
| 50                                                                          | 06.09.2006                                                                  | Polen – Servië                                                              | 1 – 1                                                                       | EK-kwalificatie                                                             |                                                                             |
| 51                                                                          | 07.10.2006                                                                  | Servië – België                                                             | 1 – 0                                                                       | EK-kwalificatie                                                             |                                                                             |
| 52                                                                          | 11.10.2006                                                                  | Servië – Armenië                                                            | 3 – 0                                                                       | EK-kwalificatie                                                             |                                                                             |
| 53                                                                          | 15.11.2006                                                                  | Servië – Noorwegen                                                          | 1 – 1                                                                       | Vriendschappelijk                                                           |                                                                             |
| 54                                                                          | 28.03.2007                                                                  | Servië – Portugal                                                           | 1 – 1                                                                       | EK-kwalificatie                                                             |                                                                             |
| 55                                                                          | 02.06.2007                                                                  | Finland – Servië                                                            | 0 – 2                                                                       | EK-kwalificatie                                                             |                                                                             |
| 56                                                                          | 22.08.2007                                                                  | België – Servië                                                             | 3 – 2                                                                       | EK-kwalificatie                                                             |                                                                             |
| 57                                                                          | 21.11.2007                                                                  | Servië – Polen                                                              | 2 – 2                                                                       | EK-kwalificatie                                                             |                                                                             |
| 58                                                                          | 10.09.2008                                                                  | Frankrijk – Servië                                                          | 2 – 1                                                                       | WK-kwalificatie                                                             |                                                                             |
| 59                                                                          | 11.10.2008                                                                  | Servië – Litouwen                                                           | 3 – 0                                                                       | WK-kwalificatie                                                             |                                                                             |

## Trainerscarrière

### Servië
In mei 2011, direct na het beëidigen van zijn voetbalcarrière, werd Krstajić aangesteld als sportief directeur bij Partizan. Na minder dan zes maanden als sportief directeur werd hij ontslagen vanwege een mediaoorlog tegen clubvoorzitter Dragan Đurić. In oktober 2017 volgde Krstajić Slavoljub Muslin op als bondscoach van Servië, aanvankelijk als ad-interim. In december 2017 werd aangekondigd dat hij de rol permanent op zich zou nemen en in ieder geval tot het einde van het WK 2018 zou aanblijven. Op 13 juni 2019 werd Krstajić als bondscoach ontslagen na een sombere 5–0 nederlaag tijdens een EK-kwalificatiewedstrijd tegen Oekraïne.

### Bačka Topola
Krstajić werd in januari 2021 aangesteld als trainer van Bačka Topola. Hij verliet de club in oktober van datzelfde jaar.

### Maccabi Tel Aviv
Op 9 december 2021 werd Krstajić aangesteld als trainer van Maccabi Tel Aviv.

## Erelijst
Partizan
- Superliga: 1995/96, 1996/97, 1998/99, 2009/10, 2010/11
- Lav Kup: 1997/98, 2010/11

 Werder Bremen
- Bundesliga: 2003/04
- DFB-Pokal: 2003/04

 Schalke 04
- DFB-Ligapokal: 2005
- UEFA Intertoto Cup: 2004